# Résolution 296 du Conseil de sécurité des Nations unies
Membres permanents
- Chine
- États-Unis
- France
- Royaume-Uni
- URSS

Membres non permanents
- Argentine
- Burundi
- Belgique
- Italie
- Japon
- Nicaragua
- Pologne
- Sierra Leone
- Somalie
- Syrie

Résolution no 295 Résolution no 297
La résolution 296 du Conseil de sécurité des Nations unies est adoptée à l'unanimité lors de la 1 575e séance du Conseil de sécurité des Nations unies le 10 février 1971, après l'examen de la demande d'adhésion royaume de Bahreïn aux Nations unies. Cette résolution émise à l’Assemblée générale donne un avis favorable à l'adhésion du royaume de Bahreïn comme nouveau membre.

## Contexte historique
Depuis la fin du XVIIIe siècle, le Bahreïn a été gouverné par la famille Al Khalifa qui a maintenu des liens étroits avec le Royaume-Uni en signant un traité de paix et de protection en 1820, renouvelé depuis plusieurs fois. Cet accord stipule que le tuteur a un droit de regard sur la politique extérieure de l'émirat et a obligation de lui venir en aide en cas d'agression.
Après la Seconde Guerre mondiale, le Bahreïn est devenu le centre régional pour le golfe Persique des opérations britanniques. Lorsque la Grande-Bretagne annonça en 1968, et réaffirma en mars 1971, son désengagement du Bahreïn. Bahreïn intégra l'alliance des Émirats arabes unis et devint indépendant le 15 août 1971. (Issu de l'article Histoire de Bahreïn).
Le pays est admis à l'ONU le 21 septembre 1971 sur résolution de l'Assemblée générale des Nations unies,,,.

## Texte
- Résolution 296 sur fr.wikisource.org
- Résolution 296 sur en.wikisource.org